# Turbinia

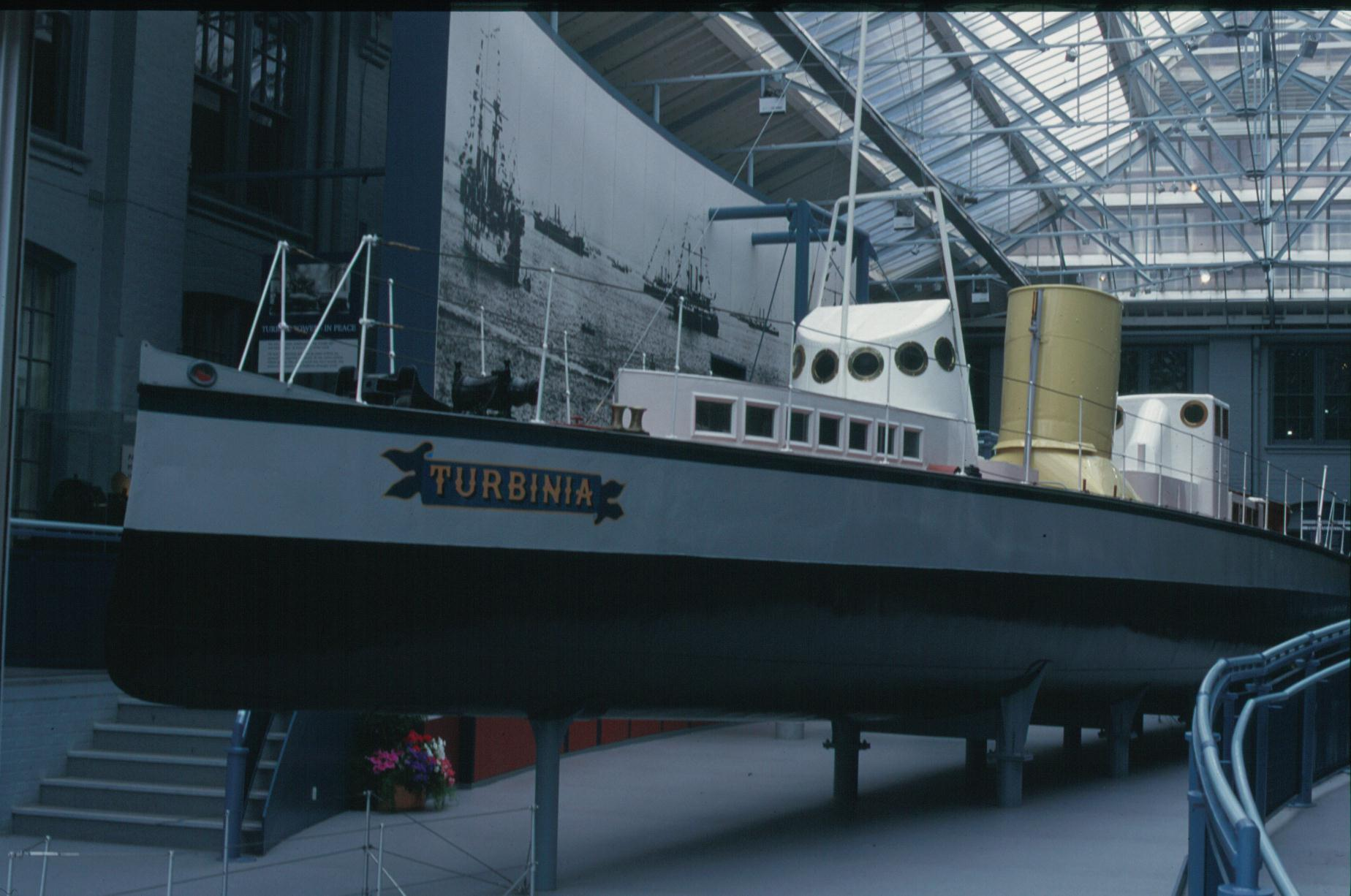
El Turbinia a l'actualitat, a l'interior del Discovery Museum a Newcastle upon Tyne, Anglaterra.

El Turbinia va ser el primer vaixell de vapor propulsat per turbina de vapor. Va ser construït al Regne Unit com una nau experimental l'any 1894, esdevenint el vaixell més ràpid del món. Va realitzar una demostració davant la Royal Navy el 1897 i el seu rendiment va ser tal que va demostrar la utilitat de la propulsió per turbines de vapor, utilitzades com a estàndard en la següent generació de vaixells de guerra i transport ràpid. Avui en dia encara es persisteix com a vaixell museu a Newcastle upon Tyne a Anglaterra, on també es troba la planta propulsora al London Science Museum.

## Desenvolupament
L'enginyer anglès Charles Algernon Parsons va inventar la turbina de vapor l'any 1884. Veient el seu potencial per a la propulsió marina va crear la Parsons Marine Steam Turbine Company amb 5 associats el 1893. Com un dels primers passos per promocionar aquesta tecnologia van desenvolupar el vaixell Turbinia, incorporant un sistema de propulsió amb turbina a un disseny lleuger amb buc d'acer de la firma Brown and Hood, basada a Wallsend.
L'Almirallat britànic va ser mantingut al dia del desenvolupament i el Turbinia va ser botat finalment el 2 d'agost de 1894. Tot i l'èxit de la turbina de vapor les proves inicials amb una sola hèlix van ser decebedores. Parsons va descobrir que el problema es devia a la cavitació i després de construir el primer túnel de cavitació va arribar a la conclusió que el millor arrenjament era de 3 eixos, els quals alhora propulsaven 3 hèlixs cadascun, fent un total de 9. A les proves va aconseguir una velocitat punta lleugerament superior a 34 nusos.